# 女性参政権

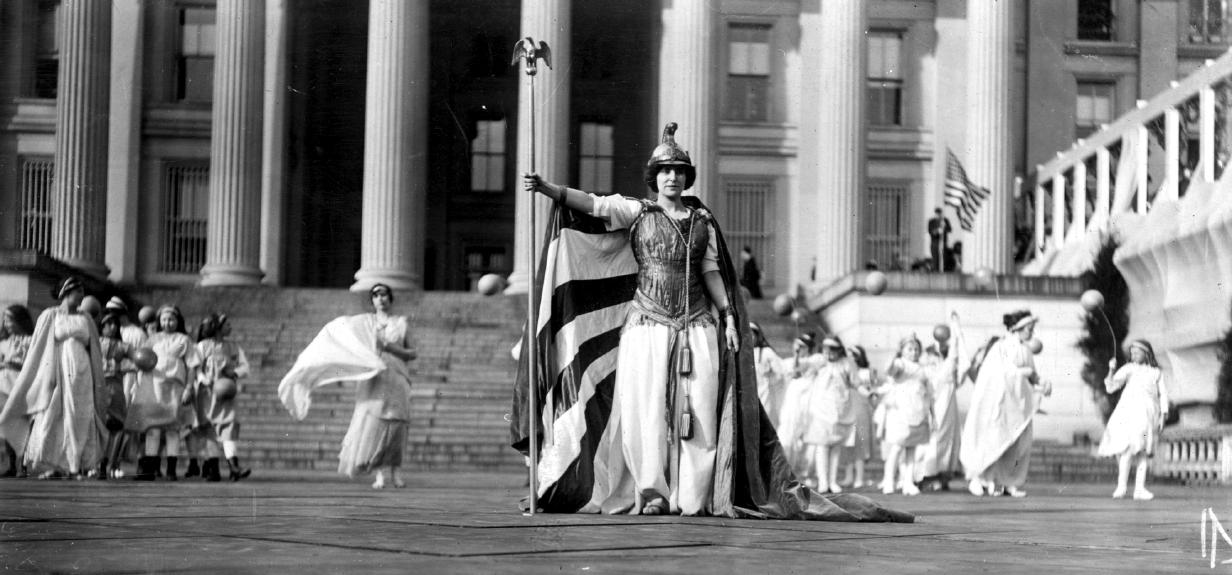
財務省舎前で婦人参政権を求めるデモを行うアメリカ人女性（1913年3月3日）

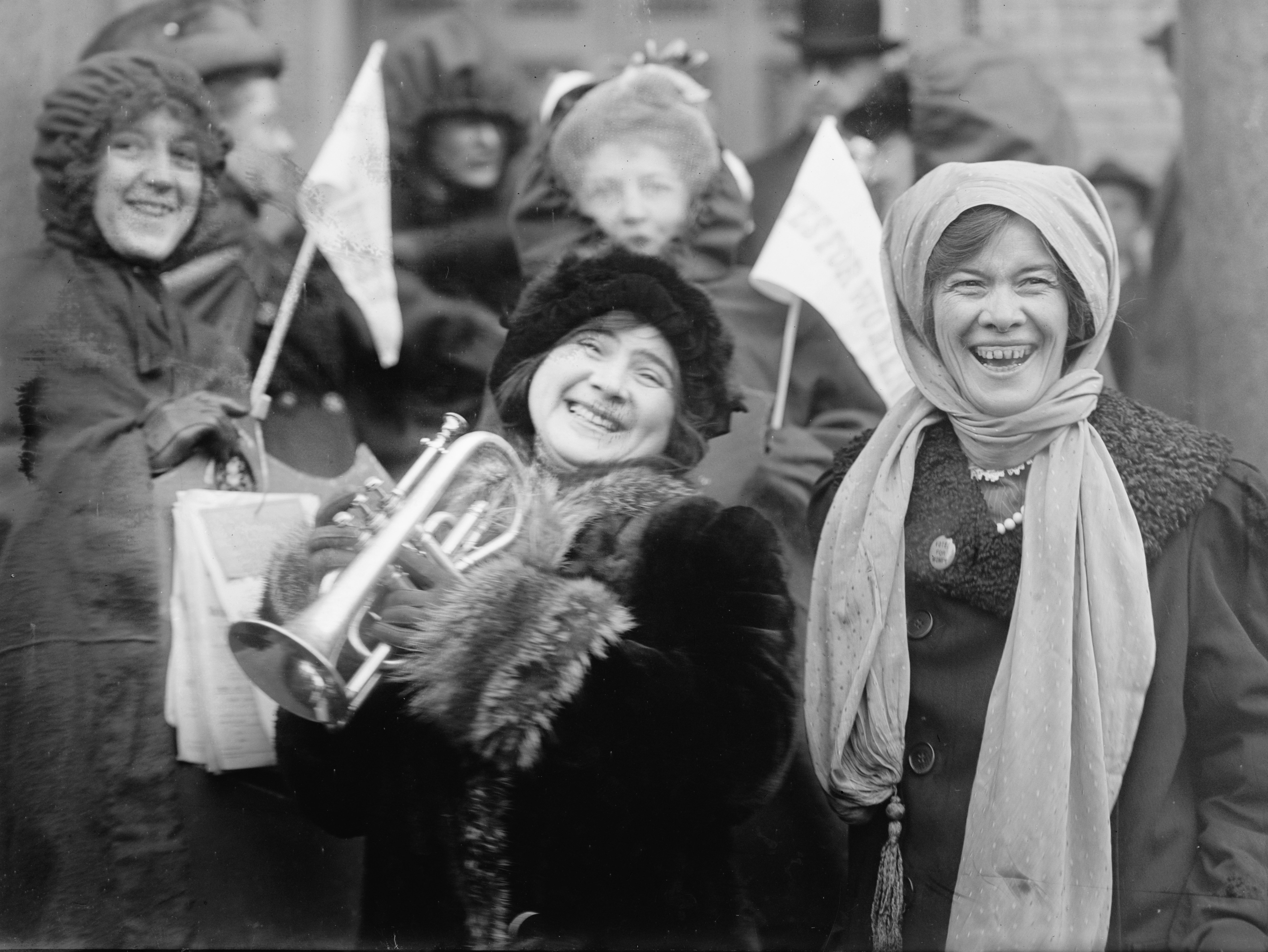
女性参政権を求めてデモを行うアメリカ人女性（1913年2月）

女性参政権（じょせいさんせいけん）とは、女性が直接または間接的に国や地方自治体の政治に参加するための諸権利のこと。かつて婦人参政権（ふじんさんせいけん）と呼ばれていた用語を現代的に言い換えた表現である。

## 概説

### 欧米
18世紀末のフランス革命で、普通選挙が実現したが、参政権が付与されたのは男性のみであった。
欧米社会にあっても、社会参加は男性が行い、女性は男性を支えていればよいとの意識が強かった。
女性参政権は19世紀後半にごく一部で実現したが、欧米において女性参政権が広まったのは20世紀に入ってからであった。
スイスでは1870年代に女性運動が組織化され、1886年には女性の法学者エミリー・ケンピン＝スピリの法曹団体への参加が認められなかったことがあったが、1971年には女性参政権（選挙権）が可決された。

### 世界初
世界初の恒常的な女性の参政権は、1869年にアメリカ合衆国ワイオミング州で実現した（ただし選挙権のみ）。
1871年にフランスのパリ・コミューンで短期間ながら女性参政権が実現された。
被選挙権を含む参政権の実現は、1894年のオーストラリアの南オーストラリア州が世界初である。

### 現代
女性参政権は20世紀を通してほとんどの国で認められるようになった。ヨーロッパで比較的遅いスイスでは、1971年（連邦レベル）、1991年（全土）であった。
21世紀に入ってからは、ほぼ全ての国で女性参政権が認められるようになり、現在でも女性参政権を認めていない国は、バチカン市国のみである。

## 日本
日本の「婦人参政権運動（婦人運動）」の中では以下の3つを合わせ、「婦選三案」あるいは「婦選三権」と呼ばれてきた。
1. 国政参加の権利、衆議院議員の選挙・被選挙権（参政権）。
2. 地方政治参加の権利、地方議会議員の選挙・被選挙権（公民権）。
3. 政党結社加入の権利（結社権）。

### 日本における女性参政権獲得までの歴史

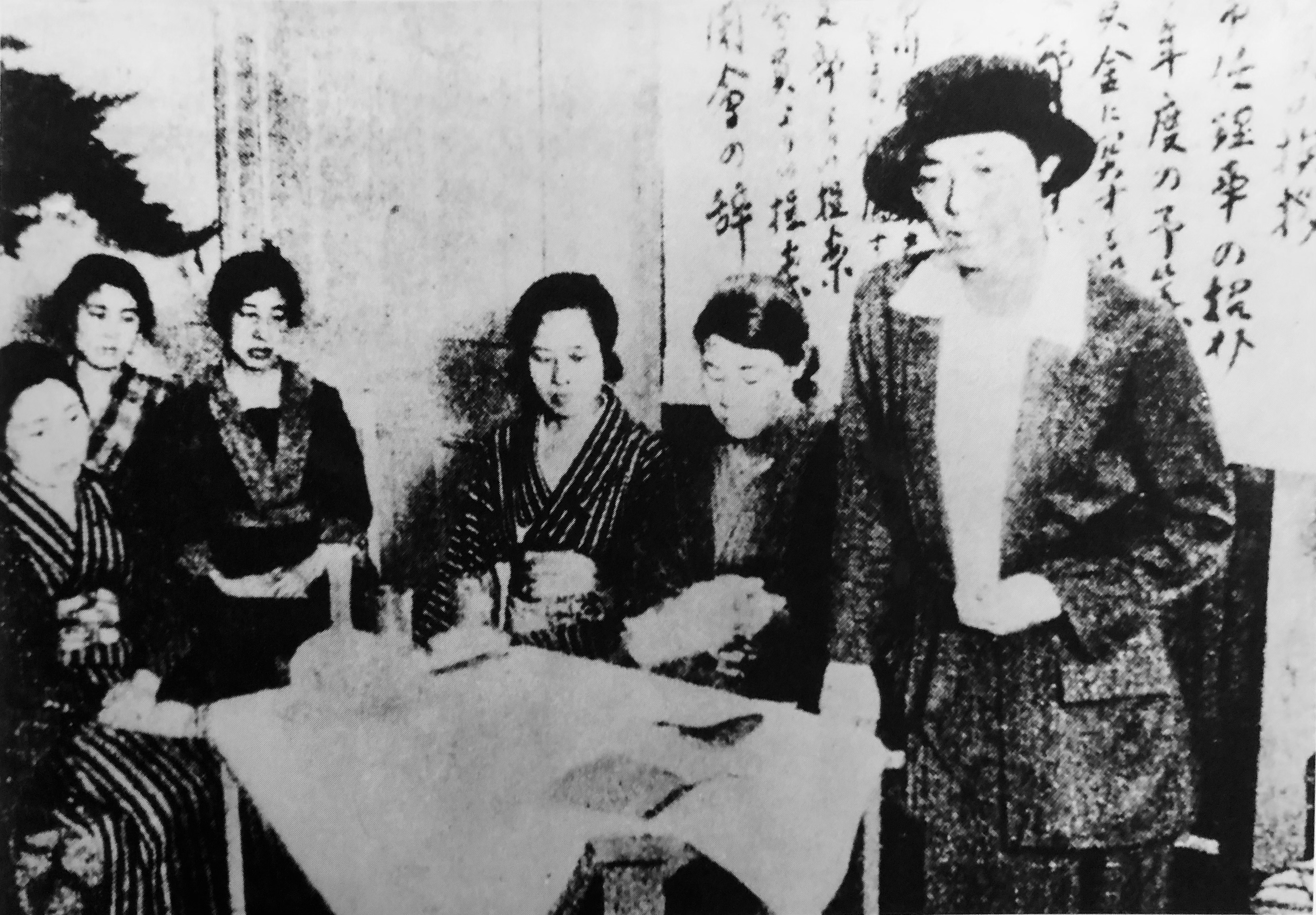
新婦人協会の第1回総会（1921年）。平塚らいてう、奥むめお、市川房枝ら。

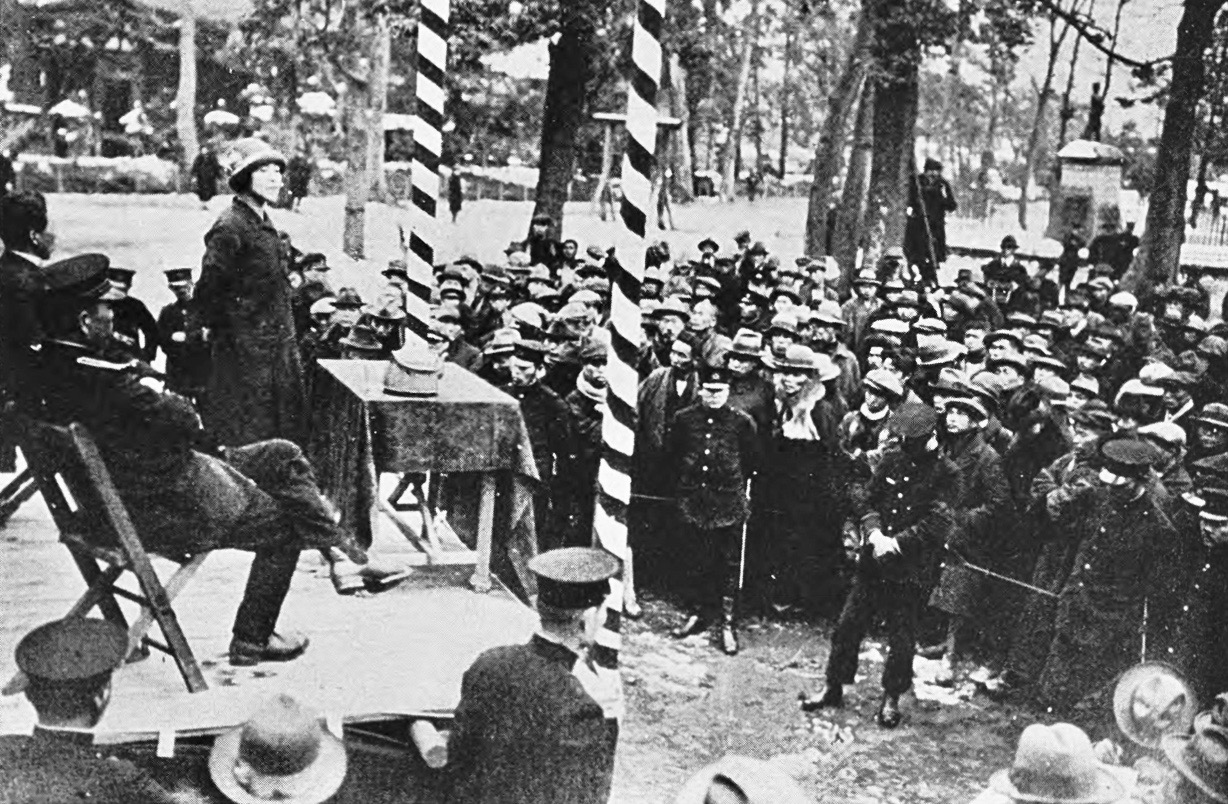
警官に囲まれて行われる婦選運動同愛会の演説（1927年2月23日）

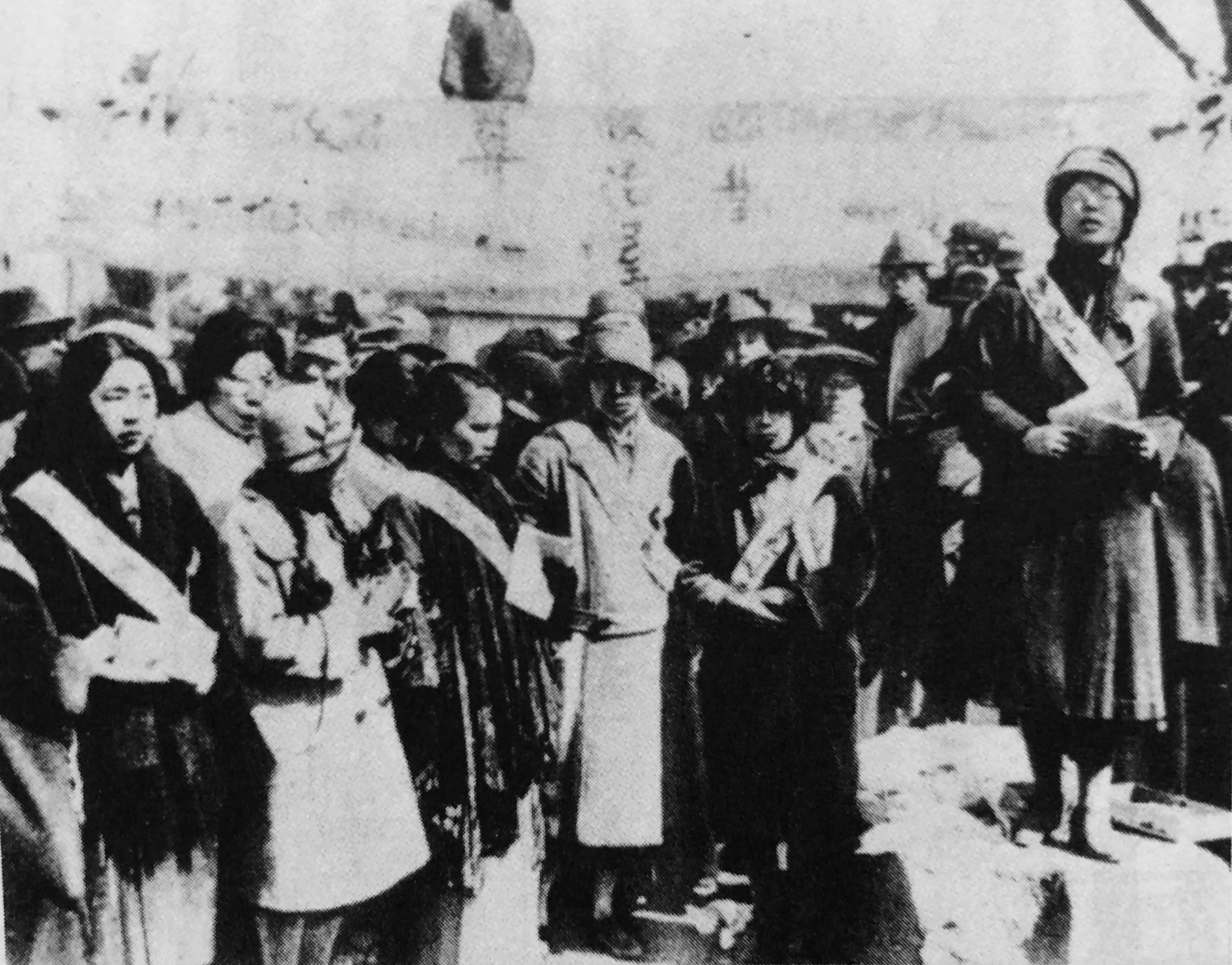
1929年3月15日、女性参政権を求める集会「東京市政浄デー」が開かれた。集会に参加する婦選獲得同盟のメンバーたち。

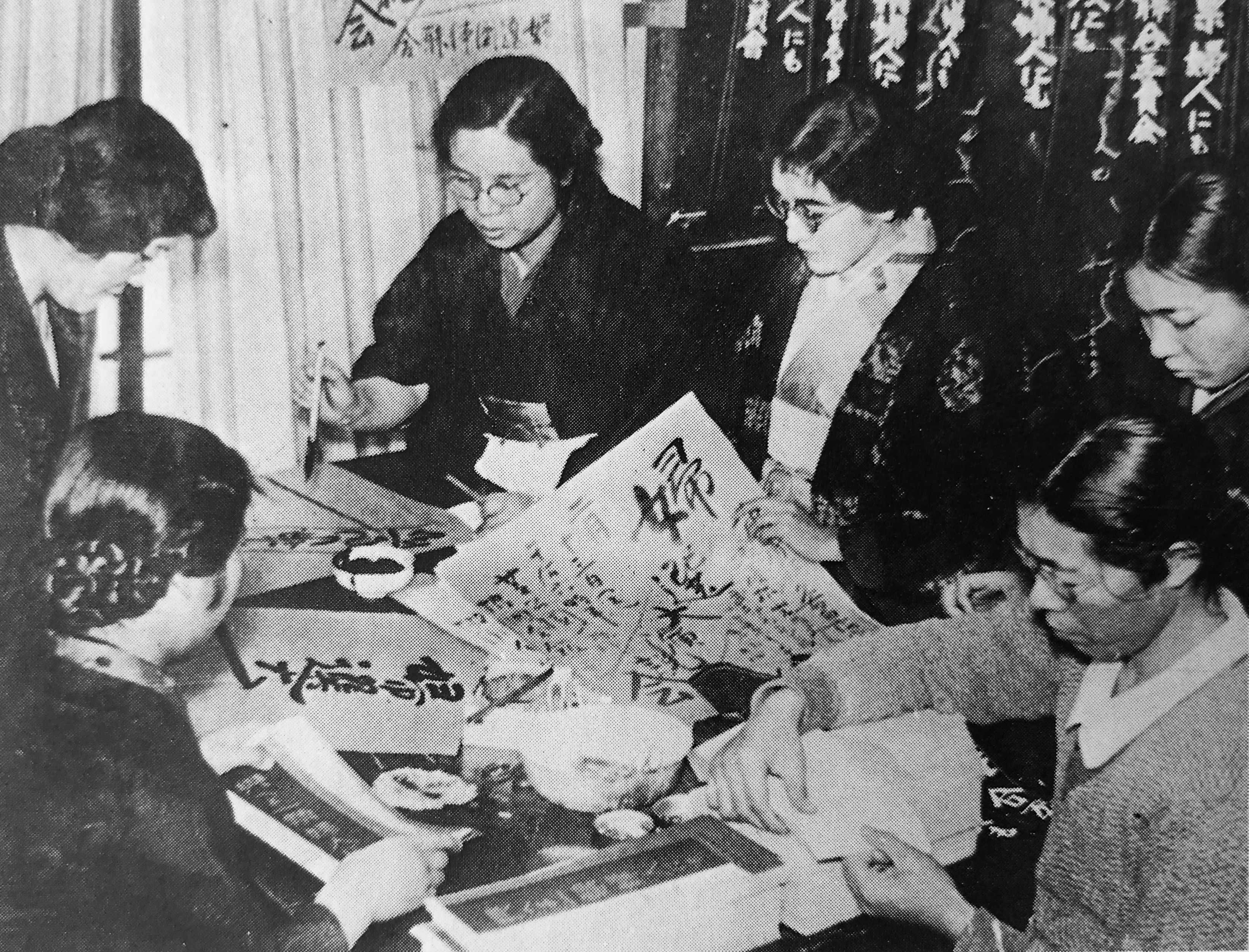
第1回婦選デーのためのポスターを作成する山高しげり、市川房枝ら（1932年）

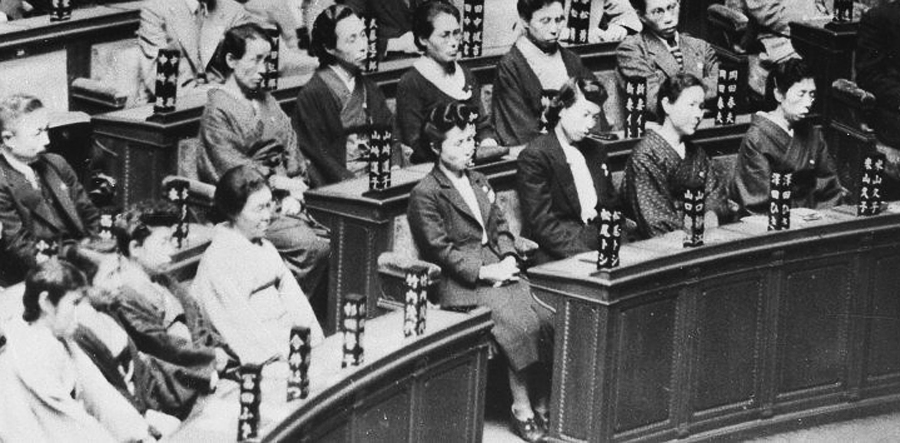
戦後初の総選挙で誕生した女性代議士（1946年）

欧米で女性運動が高まりつつあった1880年代、女性参政権を検討したスイスの法律書は、女性参政権を否定する内容に誤訳され、『国会議員選挙論』として伝わり、大日本帝国憲法においては女性参政権は成立しなかった。
日本で普通選挙が実現したのは、1925年（大正14年）であった。しかし、フランス革命当時の欧米と同じように、男性のみの参政権が明文化された。
日本の婦人運動は、戦争の激化による中断はあるものの明治末年からの歴史を有し、女性の中には政治的権利を希求する意識が醸成されていた。
明治の末年から大正デモクラシーの時期にかけて、女性参政権を求める気運が徐々に高まってくる。堺利彦、幸徳秋水らの「平民社」による治安警察法改正請願運動を嚆矢として、平塚らいてうの青鞜社結成を経て、
平塚と市川房枝、奥むめおらによる新婦人協会（1919年）の設立や、
ガントレット恒子、久布白落実らによる日本婦人参政権協会（1921年、後に日本基督教婦人参政権協会）が婦人参政権運動（婦人運動）を展開。続いて各団体の大同団結が図られ、婦人参政同盟〔日本婦人協会〕（1923年）〈理事山根キク〉、婦人参政権獲得期成同盟会（1924年、後に婦選獲得同盟と改称）が結成、さらに運動を推進した。
これらの運動は、戦前の日本において、女性の集会の自由を阻んでいた治安警察法第5条2項の改正（1922年）や、女性が弁護士になる事を可能とする、婦人弁護士制度制定（弁護士法改正、1933年）等、女性の政治的・社会的権利獲得の面でいくつかの重要な成果をあげた。
1925年と翌1926年に、婦人参政権、婦人公民権、婦人結社権を認める治安警察法改正案が提出されるが成立には至らなかった。1927年 - 1929年の各年には、婦人参政権法案、婦人結社権法案、婦人公民権法案が帝国議会に提出されるが、これらも成立には至らなかった。
1931年には婦人参政権を条件付で認める法案が衆議院を通過するが、貴族院の反対で廃案に追い込まれた（婦人公民権法案において、女性には市町村では選挙権・被選挙権を認めるが、道府県では認めず、また議員就任には夫の同意が必要とした）。
1932年1月22日、無産婦人団体を含む4団体で「婦選団体連合委員会」が組織された。同年2月13日、同委員会は全国一斉に第1回婦選デーを開催した。
その後、市川は戦争遂行の国策に協力することで女性の政治地位向上を目指し、婦人参政権運動団体は最終的に大日本婦人会へ統合され、市川は大日本言論報国会の理事として活動した。これは戦後に市川の公職追放理由となった。
1945年10月10日、幣原内閣では、GHQの「指示に先じて施策する」として、婦人参政権に関する閣議決定が独自になされた。また、終戦後10日目の1945年（昭和20年）8月25日には、市川房枝らによる「戦後対策婦人委員会」が結成され、衆議院議員選挙法の改正や治安警察法廃止等を求めた五項目の決議を、政府（東久邇宮内閣）及び主要政党に提出。同年11月3日には、婦人参政権獲得を目的とし、「新日本婦人同盟」（会長市川房枝、後に日本婦人有権者同盟と改称）が創立され、婦人参政権運動を再開している。
1945年11月21日には、まず勅令により治安警察法が廃止され、女性の結社権が認められる。次に、同年12月17日の改正衆議院議員選挙法公布により、女性の国政参加が認められる（地方参政権は翌年の1946年9月27日の地方制度改正により実現）。1946年（昭和21年）4月10日の戦後初（かつ帝国議会最後）の衆議院選挙（第22回衆議院議員総選挙）の結果、日本初の女性議員39名が誕生する。そして、同年5月16日召集の第90特別議会での審議を経て、10月7日に大日本帝国憲法の全面改正案が成立し、第14条の「法の下の平等」で女性参政権が明確に保障された日本国憲法が同年11月3日公布、1947年（昭和22年）5月3日に施行された。しかし、新憲法施行に先立ち4月25日に行われた第23回衆議院議員総選挙では女性当選者は15人に激減し、1976年の第34回衆議院議員総選挙ではさらに6人まで落ち込んだ後、2005年の第44回衆議院議員総選挙で43人が当選するまで22回、59年間にわたって1946年総選挙の39人を超える事はできなかった。なお、参議院では1947年の第1回参議院議員通常選挙で10人の女性議員が登場した。

### 日本初の女性参政権

投票する日本の女性たち

1878年（明治11年）の区会議員選挙で、「戸主として納税しているのに、女だから選挙権がないというのはおかしい。」と楠瀬喜多は高知県に対して抗議した。しかし、県には受け入れてもらえず、楠瀬は内務省に訴えた。そして1880年（明治13年）9月20日、3ヶ月にわたる上町町会の運動の末に県令が折れ、女戸主に限定されていたものの、日本初の女性参政権が認められた。その後、隣の小高坂村でも同様の条項が実現した。
この当時、世界で女性参政権を認められていた地域はアメリカのワイオミング準州や英領サウスオーストラリアやピトケアン諸島といった極一部で、欧州の殆どの国では実現してはおらず、日本でのこの動きは女性参政権を実現したものとしては世界で数例目となった。しかし、4年後の1884年（明治17年）、日本政府は「区町村会法」を改訂し、規則制定権を区町村会から取り上げたため、町村会議員選挙から女性は排除された。

## 世界各国の国政選挙における女性参政権の獲得年次

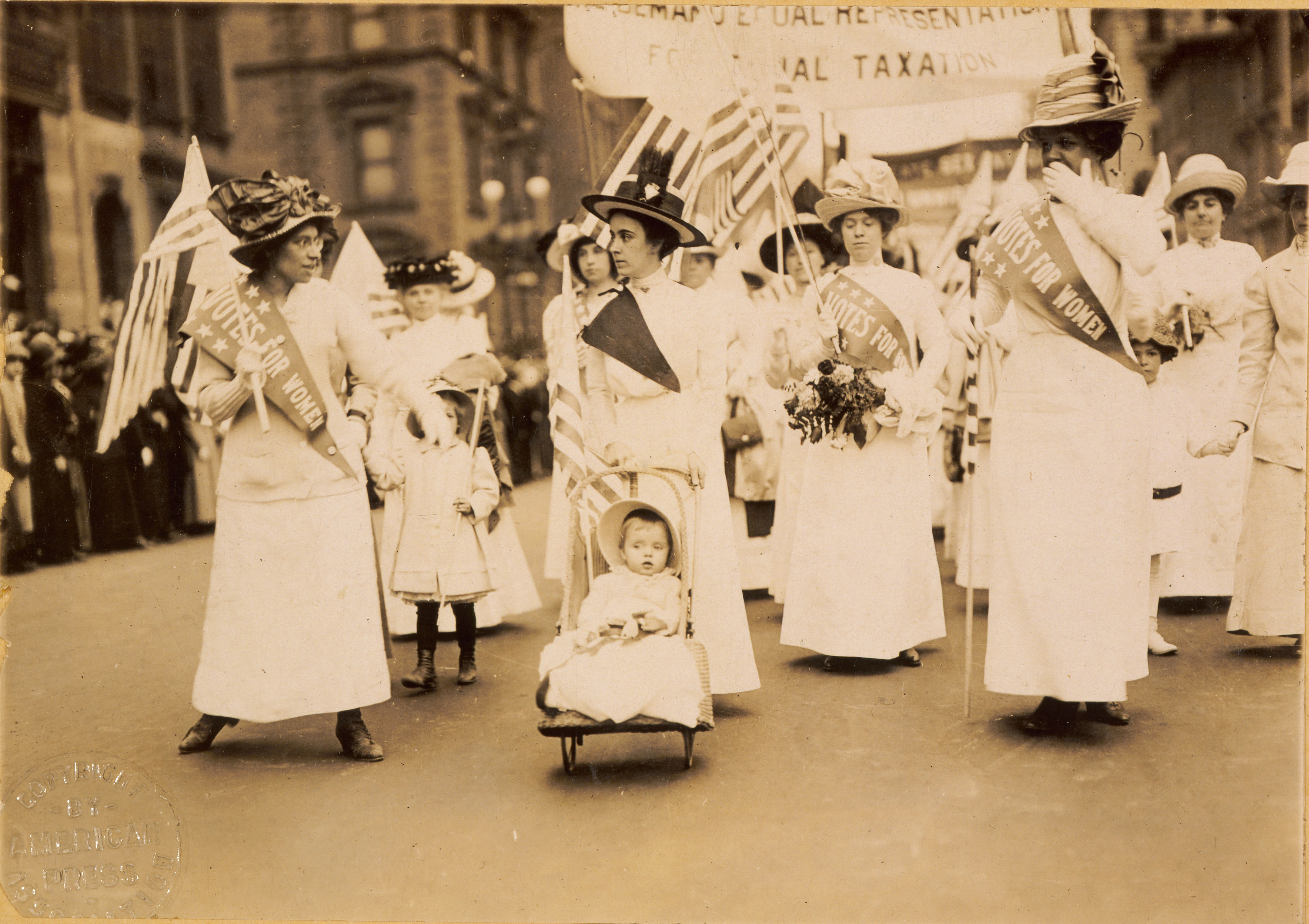
女性参政権を求める行進（1912年、ニューヨーク

- 伝統的に、チェロキー[19]、ホピ[20]、ナヴァホ[21]などのネイティブ・アメリカンの女性は、男性と変わらず政治に関与していた。南西部の部族では、女性も首長に選ばれていた[22]。1450年ごろに成立したイロコイ連邦に至っては、現在に至るまで[23]首長の任免権において女性が男性を優越している（首長自体は男性に限られるが、首長は他の氏族員に対して権利においては優越せず、氏族全体の意思と、罷免権を持つ女性の意思を尊重せねばならない）[24]。ワイアンドット族の女性もまた、男性首長の任免権を握っていた[25]。
- 1893年  ニュージーランド（当時はイギリス自治領、被選挙権は1919年から）
- 1902年  オーストラリア
- 1906年  フィンランド（当時はロシア帝国領フィンランド大公国、初めて女性に被選挙権が認められる）
- 1913年  ノルウェー（男性参政権から100年後の6月11日）[26]
- 1915年  デンマーク、 アイスランド
- 1918年  ソビエト連邦（当時はロシア社会主義連邦ソビエト共和国、現在の ロシア）、 オーストリア、 イギリス（男性にのみ普通選挙権、女性には制限選挙権。完全平等はそれぞれ20、19、28年）
- 1919年  ドイツ（当時はドイツ国）、 オランダ、 ポーランド、 チェコ
- 1920年  アメリカ合衆国（州によっては国政選挙を含めてそれ以前からで、ワイオミング州では1869年から実施）、 カナダ（完全実施）
- 1921年  スウェーデン
- 1924年  モンゴル
- 1927年  ウルグアイ[27]
- 1929年  エクアドル[28]
- 1930年  南アフリカ（ただし白人のみ）
- 1931年  ポルトガル、 スリランカ（当時はイギリス領セイロン）
- ブラジルの初代選挙人。1932年  スペイン、 タイ王国、 ブラジル[28]、
- 1934年  トルコ、 キューバ[28]
- 1942年  ドミニカ共和国[28]

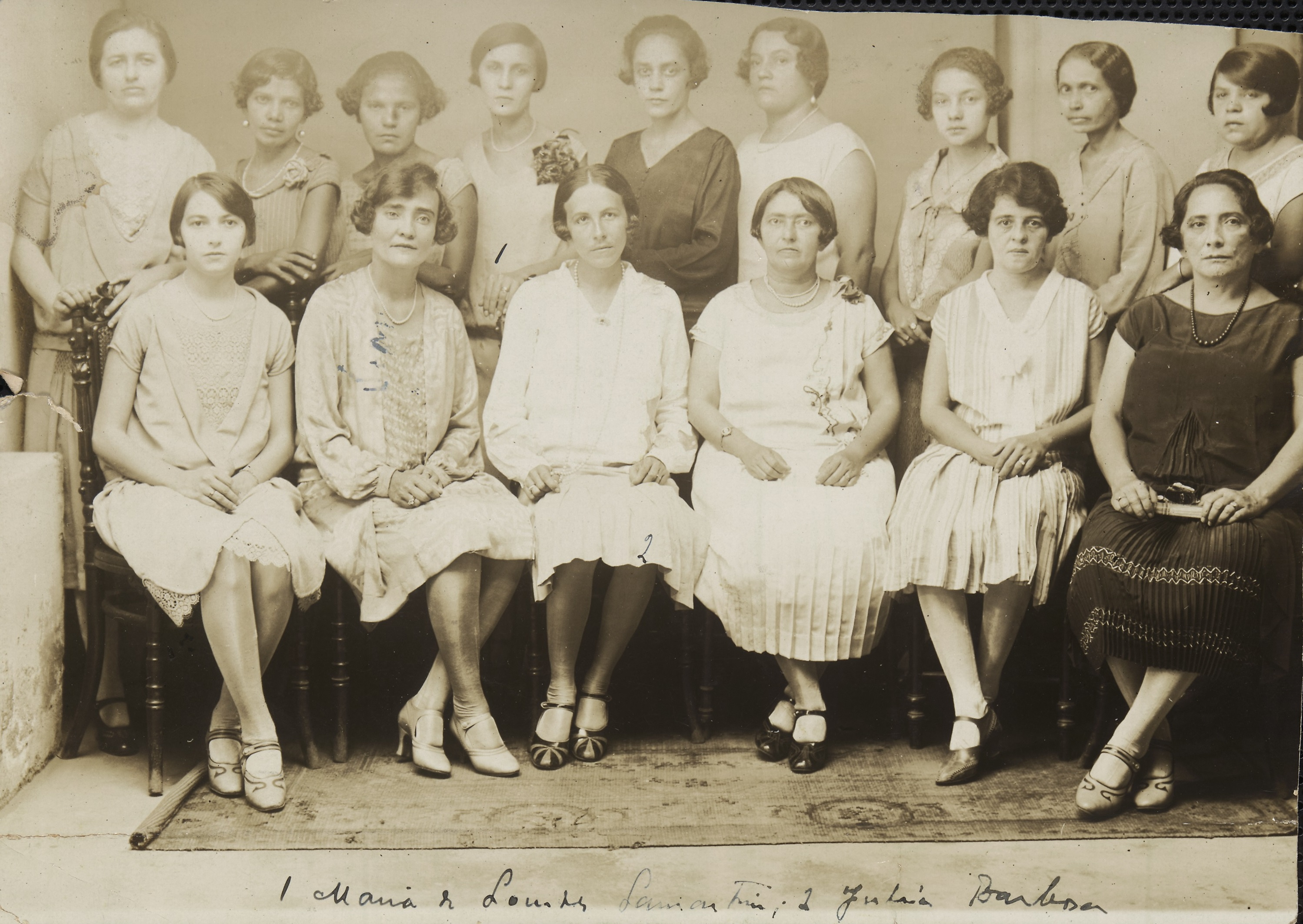
ブラジルの初代選挙人。

- 1945年  ハンガリー、 日本、 ベトナム（当時の北ベトナム地域）、 ユーゴスラビア、 フランス
- 1946年  アルバニア、 シリア、 リベリア、 パナマ、 ルーマニア、 イタリア
- 1947年  中華民国（1949年以降は台湾地域にほぼ限定）、 アルゼンチン[28]、 ベネズエラ[28]
- 1948年  ベルギー、 イスラエル、 大韓民国、 朝鮮民主主義人民共和国
- 1949年  中華人民共和国、 コスタリカ[28]、 チリ[28]
- 1950年  インド、 エルサルバドル[28]、 ハイチ[28]、 ガーナ（当時はイギリス領ゴールド・コースト）
- 1951年  ネパール
- 1952年  ギリシャ、 ボリビア[28]
- 1953年  メキシコ[28]、 ジャマイカ、 コロンビア[28]
- 1955年  エチオピア、 ホンジュラス[28]、 ペルー[28]、 ニカラグア[28]、
- 1956年  エジプト、 パキスタン、 カンボジア、 ラオス、 セネガル（当時はフランス領西アフリカ）
- 1957年  マレーシア、 レバノン
- 1959年  シンガポール、 ブルネイ（イギリス自治領）、 キプロス（当時はイギリス領）、 モロッコ
- 1961年  パラグアイ[28]
- 1962年  アルジェリア、 ウガンダ
- 1963年  ケニア、 イラン、 リビア
- 1964年  スーダン、 ザンビア
- 1965年  アフガニスタン、 グアテマラ
- 1972年  バングラデシュ
- 1974年  ヨルダン
- 1977年  ナイジェリア
- 1979年  ジンバブエ
- 1984年  リヒテンシュタイン
- 1991年  スイス
- 2002年  バーレーン、 オマーン
- 2003年  カタール
- 2005年  イラク、 クウェート（2007年の選挙から）
- 2006年  アラブ首長国連邦（制限付きだったが2010年に完全化）
- 2008年  ブータン
- 2015年  サウジアラビア

### 女性の参政権を認めていない、もしくは制限付きでのみ認めている国
以下の通りである。
- ブルネイ： イギリスの自治領となった1959年に女性参政権が認められたが、1962年以降は男女とも選挙権が認められていない。議会は1982年に解散され、2004年からはスルタンの完全任命制による立法評議会が設置されている。
- レバノン： 女性のみ初等教育を受けた証明が必要。また、投票は男性には義務化されているが女性は任意である。
- バチカン市国： 議会を有さない。なお国事運営の最高機関は聖職者によって構成されるが、女性は聖職者に就任できない。なお、女性職員はおり、2020年1月に副大臣級ポストに女性が就任している。